# Les Ollières
Les Ollières – miejscowość i dawna gmina we Francji, w regionie Owernia-Rodan-Alpy, w departamencie Górna Sabaudia. W 2013 roku populacja gminy wynosiła 866 mieszkańców. 
W dniu 1 stycznia 2017 roku z połączenia pięciu ówczesnych gmin – Aviernoz, Évires, Les Ollières, Saint-Martin-Bellevue oraz Thorens-Glières – utworzono nową gminę Fillière. Siedzibą gminy została miejscowość Thorens-Glières. 